# フトミゾエビ
フトミゾエビ（太溝海老、学名: Melicertus latisulcatus）は、十脚目クルマエビ科に分類されるエビの一種。インド太平洋の温暖な海域に分布するエビの一種で、食用にもなる。
全長20cmに達し、クルマエビ科の中でも大型種の部類である。生体の体色は一様な淡黄色で縞模様はなく、同じくらいの大きさになるクルマエビ、クマエビ、ウシエビ等と区別できる。額角は比較的短く、鋸歯は上縁に9-12個、下縁に1個ある。頭胸甲の中央は額角の隆起が後端まで続き、その両側に隆起より幅広い溝がある。和名はこの溝が他種より際立つことに由来する。他に日本での地方名としてシンチュウ、シンチュウエビ（各地）、スベリ（京都）、セーグヮー、シルセー（沖縄）等があり、これは真鍮に似た淡黄色の体色や平滑な体表に由来している。
南日本・オーストラリア・紅海まで、インド太平洋の温暖な海域に広く分布するが、クルマエビより暖かい水域を好む。日本近海では能登半島が分布北限で、この周辺では小ぶりだが、南西諸島産は大型になり漁獲量も多くなる。浅海の砂泥底に棲息し、7-9月に産卵する。旬は秋ごろで、煮つけや天ぷらに利用される。

## 同属種
フトミゾエビ属 Melicertus は、インド太平洋に8種が知られる。
- Melicertus canaliculatus (Olivier, 1811) - ミナミクルマエビ
- M. hathor Burkenroad, 1959
- M. kerathurus (Forskål, 1775)
- M. latisulcatus (Kishinouye, 1896) - フトミゾエビ
- M. longistylus (Kubo, 1943)
- M. marginatus (J. W. Randall, 1840) - テラオクルマ
- M. plebejus (Hess, 1865)
- M. similis Chanda et Bhattacharya, 2002